# 五堵镇
五堵镇，是中华人民共和国陕西省汉中市城固县下辖的一个乡镇级行政单位。

## 概況
明代以五堵鎮因為五座首尾相連的山峰像「五堵門」而得名，1950年設五堵鄉，1961年改公社，1983年復鄉。1996年與黃沙鋪鄉合併設五堵鎮。
五堵鎮位於城固縣東南，城固、洋縣、西鄉三縣結合部，屬巴山北緣淺山區，鎮政府駐地距縣城17公里，316國道、陽安鐵路穿境而過，交通極為便捷。轄區總面積73.8平方公里，轄14個行政村，52個村民小組，有市、縣駐鎮單位21個，總人口21765人。

## 行政区划
五堵镇下辖以下地区：
五堵村、金牛村、元山村、分水村、郑家坝村、二里山村、黄沙村、干坝村、高水田村、丰都庙村、孙坪村、罗汉村、宗家湾村、土门村、阳官村、玉皇村、青山村、高桥村、黄田村和姚家湾村。

## 圖片集合
- 自洋縣磨子橋鎮到城固縣五堵鎮街道，鐵路橋為陽（平關）安（康）鐵路，本照攝於西元2015年4月17日。
- 五堵鎮的文化廣場，雕塑為無名氏採茶女。本照攝於西元2015年4月17日。
- 本照攝於西元2015年4月17日。
- 本照攝於西元2015年4月17日。
- 本照攝於西元2015年4月17日。
- 本照攝於西元2015年4月17日。
- 本照攝於西元2015年4月17日。
- 城固縣五堵鎮老街，建築為清末民國大陸時期的，本照攝於西元2015年4月17日。
- 城固縣五堵鎮老街，建築為清末民國大陸時期的，墻壁上字跡為中共毛澤東時代所謂“人民公社化運動”的宣傳口號，本照攝於西元2015年4月17日。